# Canottaggio ai XVII Giochi del Mediterraneo - Singolo maschile
Le gare di canottaggio nella categoria singolo maschile si sono tenute tra il 21 e il 23 giugno 2013 alla Diga di Seyhan, a nord di Adana.

## Calendario
Fuso orario EET (UTC+3).
| Date      | Time  | Round       |
| --------- | ----- | ----------- |
| 21 giugno | 09:00 | Batterie    |
| 22 giugno | 09:00 | Ripescaggio |
| 23 giugno | 08:50 | Finale B    |
| 23 giugno | 09:30 | Finale A    |

## Risultati

### Batteria 1
| Pos. | Atleta              | Paese   | Tempo   | Note        |
| ---- | ------------------- | ------- | ------- | ----------- |
| 1    | Francesco Cardaioli | Italia  | 7:22.41 | Finale A    |
| 2    | Andrija Šljukić     | Serbia  | 7:36.54 | Ripescaggio |
| 3    | Chaouki Dries       | Algeria | 7:44.75 | Ripescaggio |
| 4    | Alhussein Ghambour  | Libia   | 7:45.05 | Ripescaggio |

### Batteria 2
| Pos. | Atleta                   | Paese    | Tempo   | Note        |
| ---- | ------------------------ | -------- | ------- | ----------- |
| 1    | Dionysios Angelopoulos   | Grecia   | 7:06.42 | Finale A    |
| 2    | Noureldin Younis         | Egitto   | 7:23.18 | Ripescaggio |
| 3    | Jan Špik                 | Slovenia | 7:28.36 | Ripescaggio |
| 4    | Mustafa Barbaros Gozutok | Turchia  | 7:29.11 | Ripescaggio |

### Ripescaggio
| Pos. | Atleta                   | Paese    | Tempo   | Note     |
| ---- | ------------------------ | -------- | ------- | -------- |
| 1    | Jan Špik                 | Slovenia | 7:20.85 | Finale A |
| 2    | Noureldin Younis         | Egitto   | 7:26.20 | Finale A |
| 3    | Mustafa Barbaros Gozutok | Turchia  | 7:27.65 | Finale A |
| 4    | Andrija Šljukić          | Serbia   | 7:33.53 | Finale A |
| 5    | Chaouki Dries            | Algeria  | 7:38.52 | Finale B |
| 6    | Alhussein Ghambour       | Libia    | 7:39.67 | Finale B |

### Finale B
| Pos. | Atleta             | Paese   | Tempo   | Note |
| ---- | ------------------ | ------- | ------- | ---- |
| 7    | Chaouki Dries      | Algeria | 7:49.65 |      |
| 8    | Alhussein Ghambour | Libia   | DNS     |      |

### Finale A
| Pos. | Atleta                   | Paese    | Tempo   |
| ---- | ------------------------ | -------- | ------- |
|      | Francesco Cardaioli      | Italia   | 7:00.53 |
|      | Dionysios Angelopoulos   | Grecia   | 7:02.67 |
|      | Noureldin Younis         | Egitto   | 7:03.60 |
| 4    | Andrija Šljukić          | Serbia   | 7:04.91 |
| 5    | Mustafa Barbaros Gozutok | Turchia  | 7:12.94 |
| 6    | Jan Špik                 | Slovenia | 7:16.24 |